# 카셰우
카셰우(포르투갈어: Cacheu)는 기니비사우 카셰우 주의 주도로, 인구는 9,849명(2008년 기준)이다. 포르투갈령 기니의 옛 수도였던 곳이며 파림 강과 접한다.